# Малиновка (Ленинградская область)
Мали́новка, Кордон Малиновка — кордон в Лисинском сельском поселении Тосненского района Ленинградской области.

## История
На карте Санкт-Петербургской губернии Ф. Ф. Шуберта 1834 года упоминается деревня Малиновка.

МАЛИНОВКА — деревня принадлежит Евагренковой, помещице, число жителей по ревизии: 5 м. п., 4 ж. п. (1838 год)

Деревня Малиновка обозначена также на карте Ф. Ф. Шуберта 1844 года.
Согласно материалам по статистике народного хозяйства Царскосельского уезда 1888 года мыза Малиновка площадью 281 десятина принадлежала потомственному почётному гражданину В. В. Лядову и купцам В. Д. Гришину и П. Т. Жигареву, мыза была приобретена в 1881 году за 17 000 рублей.
В конце XIX века Малиновка административно относилась к Лисинской волости 1-го стана Царскосельского уезда Санкт-Петербургской губернии, в начале XX века — 4-го стана.
По данным «Памятной книжки Санкт-Петербургской губернии» за 1905 год хутор Малиновка площадью 276 десятин принадлежал крестьянину Василию Дмитриевичу Гришину.
Согласно карте 1913 года населённый пункт назывался Хутор Малиновка.
На военно-топографической карте Петроградской и Новгородской губерний издания 1917 года также обозначен хутор Малиновка.
С 1917 по 1923 год деревня Малиновка входила в состав Лисинского сельсовета Лисинской волости Детскосельского уезда.
С 1923 года в составе Машинского сельсовета Троцкого уезда.
Согласно данным переписи населения СССР 1926 года на хуторе Малиновка проживали 18 человек, большинство латыши, а также финны.
С 1927 года в составе Детскосельского района.
С 1930 года в составе Тосненского района.
По данным 1933 года Малиновка в составе Тосненского района не значилась.

План деревни Малиновка. 1939 год

Согласно топографической карте 1939 года деревня насчитывала 2 двора.
В 1940 году население деревни Малиновка составляло 72 человека.
С 1 сентября 1941 года по 31 декабря 1943 года деревня находилась в оккупации.
В 1964 году население деревни Малиновка составляло 22 человека.
По данным 1966 года деревня Малиновка входила в состав Машинского сельсовета.
По данным 1973 года в состав Машинского сельсовета входил кордон Малиновка.
По данным 1990 года населённый пункт Кордон Малиновка входил в состав Лисинского сельсовета.
В 1997 году в населённом пункте Кордон Малиновка Лисинской волости проживали 4 человека, в 2002 году — также 4 человека (все русские).
В 2007 году в населённом пункте Кордон Малиновка Лисинского СП — 5 человек.

## География
Населённый пункт расположен в западной части района на автодороге 41К-175 (Лисино-Корпус — Радофинниково), к востоку от центра поселения — посёлка Лисино-Корпус.
Расстояние до административного центра поселения — 4,5 км.
Расстояние до ближайшей железнодорожной станции Лустовка — 4 км.
Кордон находится на правом берегу реки Лустовка в месте впадения в неё Пизинского ручья.

## Демография
| 2007 | 2010 | 2017 |
| ---- | ---- | ---- |
| 5    | ↘1   | ↗8   |